# Лёк-Ермак
Лёк-Ермак — река в России, протекает в Республике Коми по территории Печерского района.

## География
Ранее приток реки Ермак. После строительства Печорской ГРЭС река стала впадать в наливное водохранилище ГРЭС. Длина реки составляет 10 км.

## Данные водного реестра
По данным государственного водного реестра России относится к Двинско-Печорскому бассейновому округу, водохозяйственный участок реки — Печора от водомерного поста у посёлка Шердино до впадения реки Уса, речной подбассейн реки — бассейны притоков Печоры до впадения Усы. Речной бассейн реки — Печора.
Код объекта в государственном водном реестре — 03050100212103000063689.